# Đắk Phơi
Đắk Phơi là một xã của tỉnh Đắk Lắk, tên gọi này được thay đổi theo từng thời kỳ. Trước năm 1954 có tên là Tông Brung, Tông Drang, từ năm 1956 đến năm 1965 có tên Lak Yo Bliêng. Từ năm 1966-1976 chia thành hai xã. Năm 1977 xã chính thức mang tên Dak Phơi. Đây cũng là căn cứ cách mạng trước giải phóng của huyện Lắk. Tên của xã được theo tên của một con suối nhỏ chảy từ đỉnh núi thuộc Vườn quốc gia Chư Yang Sin.
Dân tộc M'Nông Gar chiếm đa số với M'Nông Cil. Các dân tộc di cư như: Tày, Thái, Nùng, Dao chiếm khoảng 20%. Dân tộc Kinh chiếm 15% dân số vùng này. Bà con luôn đoàn kết, giúp đỡ nhau cùng tiến bộ, nên có thể nói đay là vùng yên bình nhất của huyện Lăk. Ngôn ngữ phổ biến của vùng này là tiếng M'Nông rồi đến ngôn ngữ dân tộc Tày, Thái, Kinh.
Hiện nay Đak Phơi gồm có 11 thôn, buôn. Trong đó có 10 buôn của đồng bào dân tộc M'Nông là: Liêng Keh, Bu Yuk, Ji Juk, Du Mah, Năm, Đung, Tlong, Pai ar, Liêng Ông, Chiêng Kao (Bon Ju) và 1 thôn (Cao Bằng) của đồng bào di cư gồm: Tày, Thái, Nùng, Kinh. Trung tâm hành chính của xã được đặt tại bon Liêng Ông và thôn Cao Bằng.  Nền kinh tế chủ yếu của vùng này là làm ruộng, làm Cà Phê, Điều và các loại hoa màu khác. Cà phê chiếm hơn 70% trên tổng diện tích, là vùng trồng cà phê nhiều nhất huyện lăk. Hiện Đăk Phơi đang trên đà phát triển lên một bậc mới của xã hội.
Đồng bào M’Nông ở Jiê Juk, xã Đăk Phơi, huyện Lăk, cách Buôn Ma Thuột gần 100 km có đặc sản cơm chua và nhà lợp cỏ gianh (nhiều nơi gọi là cỏ tranh) trùm từ đỉnh cho tới tận sát nền đấttrông giống kiểu nhà của thổ dân da đỏ, mô hình gần như đống rơm ở làng Bắc bộ. Cơm chua là loại cơm nhão gần như cháo, để vào trong những quả bầu khô treo lên gác bếp. Loại cơm này rất tiện, trẻ con đang chạy nhảy nếu đói có thể chạy vào với quả bầu và tu một chút rồi lại chạy ra chơi tiếp